# Münzstätte Muldenhütten

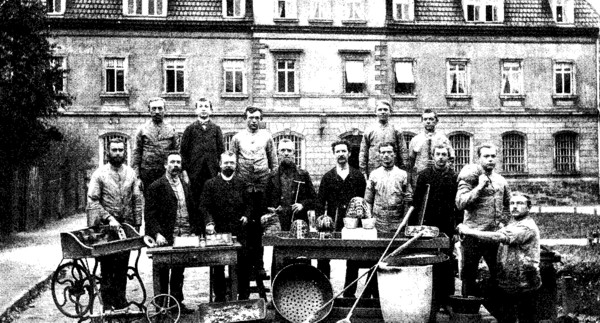
Münzstätte Muldenhütten mit den 1891 dort Beschäftigten. Der Münzgraveur und Medailleur Max Barduleck ist der dritte vorn links.

Die Münzstätte Muldenhütten bei Freiberg wurde nach der Schließung der Münzstätte Dresden 1887 neue sächsische Staatsmünze. Reichsmünzen der sächsischen Staatsmünze trugen ab 1872 den Buchstaben E als Münzzeichen. Die Münzstätte Muldenhütten übernahm dieses Münzzeichen bis zur Schließung 1953.

## Geschichte

### Verlegung der Staatsmünze von Dresden nach Muldenhütten

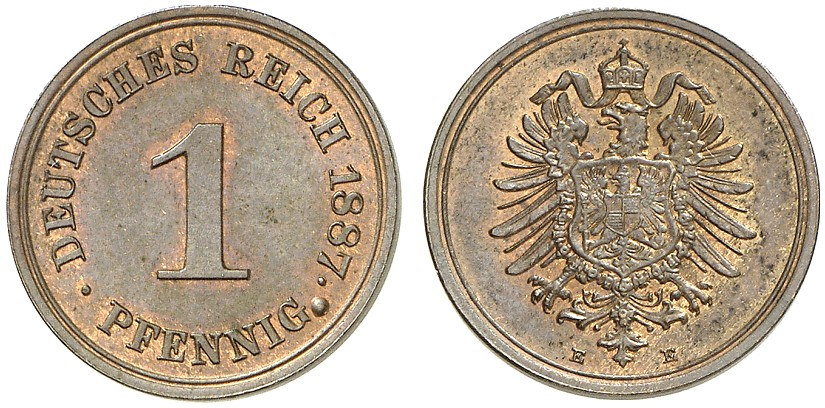
1 Pfennig 1887 E mit Punkt nach PFENNIG

Nach der Einführung der Goldwährung hatten die Münzprägungen 1876 ihren Höhepunkt erreicht. Danach flaute der Münzbetrieb ab. In den Jahren 1882 bis 1884 kam der Münzbetrieb zum Stillstand. Im März 1884 wurde in der I. Kammer des Landtags beschlossen, die Münze nach Freiberg zu verlegen und das freiwerdende Gelände als Bauplatz für den Bau der neuen Kunstakademie zu verwenden. Anfang Mai 1884 war die Verlegung nach den Halsbrücker Hütten erklärtes Ziel und kurz darauf Muldenhütten. Die Münzrohlinge konnten dort vorteilhaft am gleichen Standort in den Staatlichen Hüttenwerken produziert werden. Eine Verlegung aus betrieblichen Gründen war schon früher erwogen worden, scheiterte aber immer aus verschiedenen Gründen.
Die letzten Münzen der Münzstätte Dresden waren Pfennige. Sie wurden am 5. Februar 1887 geprägt und am 7. Februar abgeliefert. Als die Einrichtungen der Dresdner Münze schon zum Teil zur Verlegung nach Muldenhütten abgebaut waren, ließ der amtierende Münzmeister Gustav Julius Buschick (1860–1887) noch 25 Einpfennigstücke der Jahreszahl 1887 mit einem großen Punkt hinter PFENNIG als Erinnerungsstücke prägen, die „allerletzten Einpfenniger“. Die neue Münzstätte wurde bereits im gleichen Jahr in Betrieb genommen. Nach der Verlegung der Münzstätte Dresden nach Muldenhütten trat Münzmeister Buschick in den Ruhestand. Das Münzmeisteramt wurde in der neuen Münzstätte nicht weitergeführt. Das Münzmeisterzeichen wurde bereits 1872 durch das Münzzeichen E ersetzt und von der neuen Münze übernommen.

### Die Münzstätte bis 1953
Die Prägung am neuen Standort begann am 28. März 1887.
Erste in der neuen Münzstätte geprägten Münzen waren 20-Pfennig-Stücke (Kupfer/Nickel) der Jahreszahl 1887, von denen die ersten 50 Exemplare mit einem Stern unter der Wertziffer versehen wurden. Der Stern ist das Münzmeisterzeichen des letzten Freiberger Münzmeisters Andreas Alnpeck (1546–1556) und weist darauf hin, dass die Verlegung nach Muldenhütten eine Rückverlegung ins Freiberger Gebiet ist (siehe Münzstätte Freiberg).

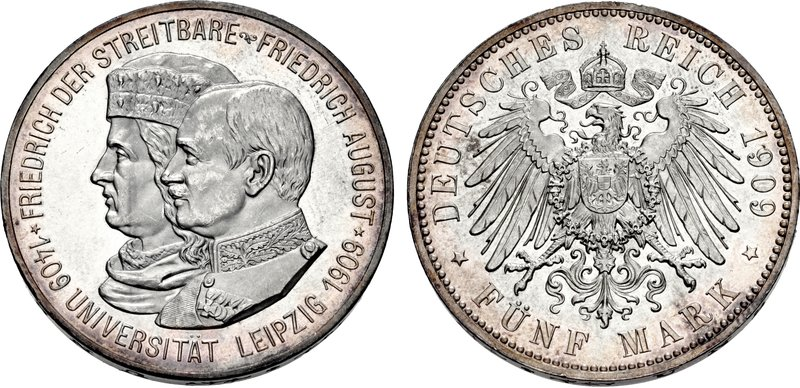
5 Mark 1909 E, 500 Jahre Universität Leipzig. Münzgraveur Max Barduleck, letztes Werk

Max Barduleck war Münzgraveur, Medailleur und Stempelschneider an der sächsischen Staatsmünze in Dresden und Muldenhütten von 1865 bis 1911. Sein letzter Stempelschnitt vor dem Ruhestand war für die Prägung der 5-Mark-Gedenkmünzen auf das 500-Jahr-Jubiläum der Universität Leipzig 1909.
Friedrich Wilhelm Hörnlein, der bereits von 1905 bis 1911 durch Medaillen und Plaketten für die bayerische Prägeanstalt Carl Poellath in Schrobenhausen und für Glaser & Sohn in Dresden sein künstlerisches Schaffen bezeugte, bewarb sich 1911 um die Stelle des aus Altersgründen zurückgetretenen Münzgraveurs Max Barduleck. Am 1. Juli 1911 übernahm Hörnlein, bereits vorher als hervorragender Medailleur bekannt (Signatur meist F. H.), das Amt des Münzgraveurs an der Königlich Sächsischen Staatsmünze, dessen Hauptaufgabe darin bestand, die Voraussetzungen für den ordnungsgemäßen Ablauf der Münzprägungen zu schaffen. Dazu gehörte nicht nur das Schneiden von Prägestempeln, sondern auch die Überarbeitung der Stempel und ihre Ergänzung mit dem Münzzeichen E als Kennzeichnung für die Münzprägungen in Muldenhütten.
Seit 1919 kamen die Entwürfe und Stempel für die Reichsmünzen fast ausschließlich aus Berlin. Dennoch gelangten auch Entwürfe für Reichsmünzen von Friedrich Hörnlein zur Ausführung.
Folgende Vorderseiten der Reichsmünzen wurden nach Entwürfen Hörnleins für die Prägung in der Münze Muldenhütten ausgeführt:
- 3 Mark 1913 E, anlässlich der 100-Jahr-Feier der Völkerschlacht bei Leipzig (Völkerschlachtdenkmal)
- 3 Mark 1917 E, anlässlich der 400. Wiederkehr der Reformation (Friedrich der Weise)[5]
- 3 und 5 Reichsmark 1929 E, Tausend Jahre Burg und Stadt Meißen.

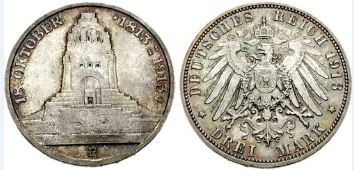
3 Mark 1913 E, 100. Jahrestag der Völkerschlacht bei Leipzig
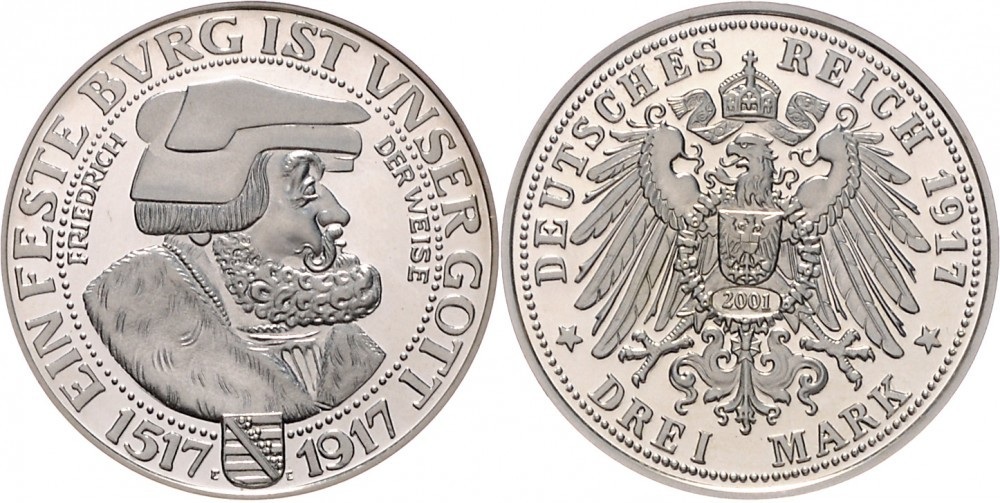
3 Mark 1917 E, 400. Jahrestag der Reformation (Nachbildung 2001)
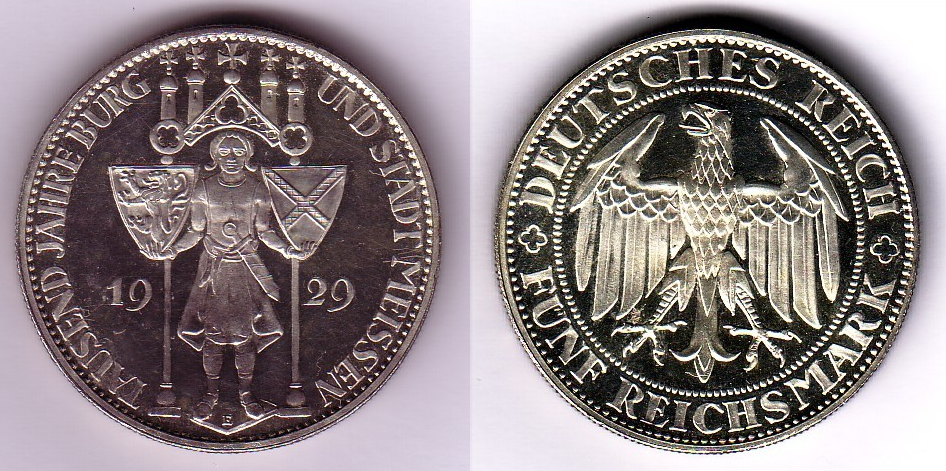
5 Reichsmark 1929 E, Tausend Jahre Burg und Stadt Meißen

Für die Vorderseite der Gedenkmünze zum 400-jährigen Reformationsjubiläum mit dem Brustbild Friedrichs des Weisen (1486–1552) verwendete Hörnlein als Vorlage den in der Münzstätte Nürnberg oder Zwickau geprägten Schautaler von 1522 (siehe Locumtenenstaler#Münzen und Medaillen Friedrichs III. – der andere Typ einer Gedenkmünze von 1522). Die Reichsmünze hat eine Auflage von nur 100 Exemplaren. Von denen soll der größte Teil wieder eingeschmolzen worden sein. Das 3-Markstück zählt heute zu den seltensten Münzen.

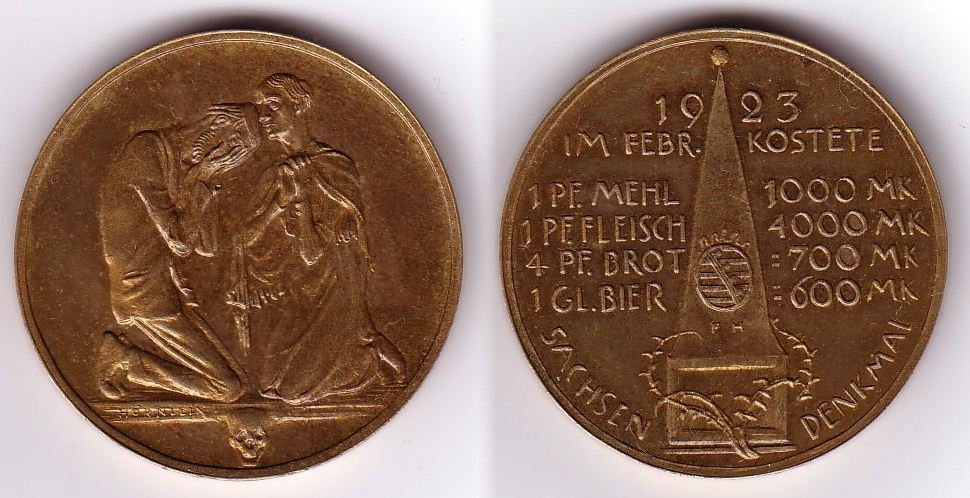
Medaille von Friedrich Wilhelm Hörnlein, Inflation 1923, geprägt in der Münze Muldenhütten

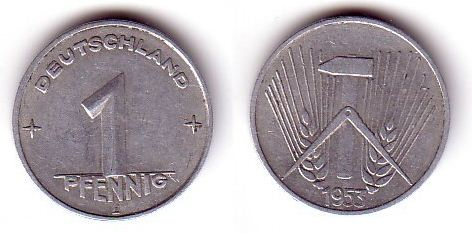
DDR, Pfennig 1953 E, letzter Pfennig der Münze Muldenhütten

Die zum größten Teil in der Muldenhüttener Münze geprägten Hörnleinschen Medaillen zeugen von der hohen künstlerischen und handwerklichen Fähigkeit des Medailleurs, seine Medaillenentwürfe direkt (spiegelbildlich und vertieft) in die Stahlstempel schneiden zu können und auf die Reduziermaschine zu verzichten.
Friedrich Hörnlein fand bei der Zerstörung Dresdens am 13. Februar 1945 mit seiner Familie den Tod. Damit war zugleich das Ende des umfangreichen und bedeutenden künstlerischen Medaillenschaffens mit besonderer Ausstrahlung auf die Muldenhüttener Münze gekommen. 
Im Gegensatz zu Max Barduleck hat Hörnlein keine Aufzeichnungen über sein künstlerisches Werk angefertigt. Autoren wie Max Fischer haben in langjähriger Forschungsarbeit versucht, sein Werk auf der Grundlage des Bestands an Hörnleinschen Medaillen, Plaketten und Münzen des Dresdner Münzkabinetts möglichst vollständig zu erfassen.
Die Münzstätte Muldenhütten stellte 1953 ihren Betrieb ein. Franz Zapf, Direktor des Münzkabinetts in Dresden von 1959 bis 1966 und die damalige Münzdirektion hatten sich um die Überführung der wertvollen Einrichtungsgegenstände nach Dresden, darunter zwei Prägemaschinen, gekümmert.
Mit dem Ende der Münzprägung in Muldenhütten wurde die Münzstätte Berlin, Münzzeichen A, die einzige Münzstätte der DDR.

### Das Ende der Münzstätte
Der Prägebetrieb wurde zwar 1953 eingestellt, doch galt das nicht für den Betrieb „Münze Muldenhütten“. Den gab es noch bis zum 31. Dezember 1961. Unter diesem Namen wurde nun Fass- und Verpackungsband hergestellt. Erst am 31. Dezember 1961 wurde der juristisch selbständige Betrieb durch eine Weisung des Ministers der Finanzen der DDR aufgelöst. Am 1. Januar 1962 erfolgte die Angliederung an den VEB Bergbau- und Hüttenkombinat „Albert Funk“ Freiberg. Die bis dahin Beschäftigten der Münze wurden übernommen. Einrichtungen, Werkzeuge und Unterlagen, welche für die Münzherstellung verwendet wurden, übernahm das Kombinat ebenfalls.

## Die Münzen der Münzstätte

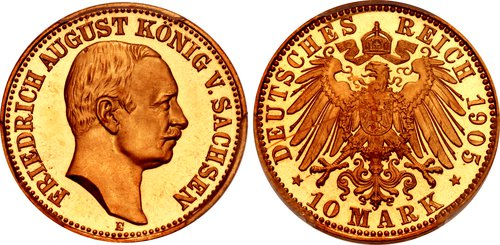
10 Mark 1905 E, Friedrich August III., König von Sachsen

Nach den Beschlüssen des Bundesrates hatten die Münzstätten der einzelnen deutschen Bundesländer einen bestimmten Anteil an der Gesamtausprägung im Deutschen Reich zu realisieren. Dieser Anteil wurde mehrmals geändert. Nach dem Verteilungsplan vom 21. Dezember 1888 war für die Münzstätte Muldenhütten ein Anteil von 7,45 % vorgesehen. Im Jahr 1941 betrug er 6,35 % und 1944, nach dem Ausfall des Staatlichen Münzamtes Hamburg 7 %.
- Im Auftrag des Reiches:

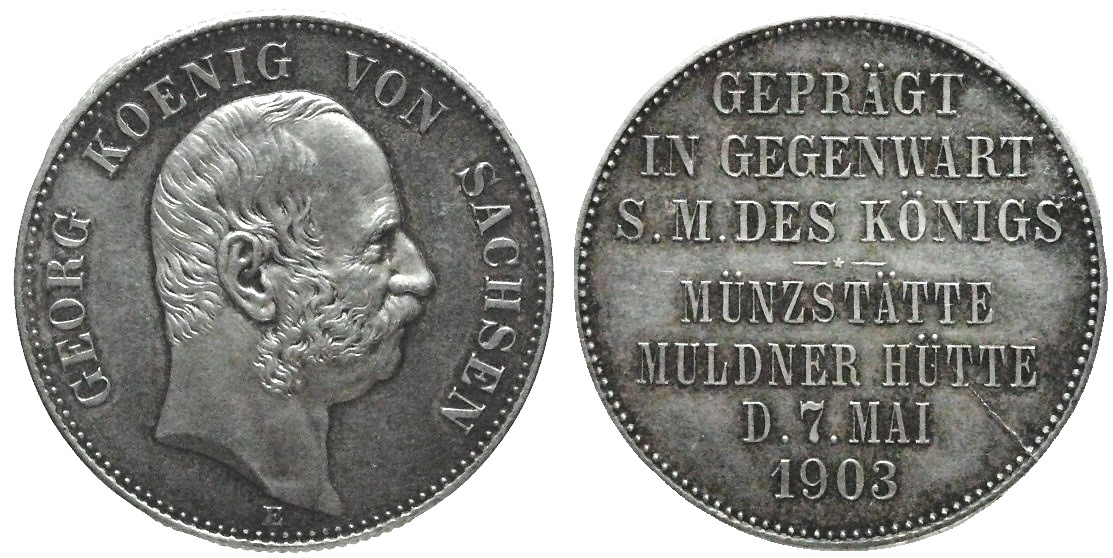
Medaille (geprägt auf Zweimarkschrötlingen) zum Besuch des Königs in der Münzstätte Muldenhütten am 7. Mai 1903

In der sächsischen Münzstätte wurden im Auftrag des Reiches alle Nominale nach dem Münzgesetz über die Ausprägung von Reichsgoldmünzen vom 4. Dezember 1871 und nach dem Münzgesetz vom 9. Juli 1873 geprägt. Nach dem Gesetz vom 1. Juli 1900 wurde der Bundesrat zur Prägung von Gedenkmünzen ermächtigt. Im Königreich Sachsen erfolgten die Prägungen der vorher erwähnten Gedenkmünzen 2 und 5 Mark 1909, Universität Leipzig, 3 Mark 1913, Völkerschlachtdenkmal und 3 Mark 1917, Reformationsjubiläum. Die Münzbesuchsgedenkprägungen auf Zweimarkschrötlingen von 1892, 1903 und 1905 mit der Inschrift z. B. GEPRÄGT / IN GEGENWART / S. M. DES KÖNIGS / MÜNZSTÄTTE / MULDNER HÜTTE / D.16.JULI 1892 zählen jedoch nicht als Münzen, sondern sind Medaillen.
- Erster Weltkrieg und Inflation:

In der Zeit des Ersten Weltkrieges und der nachfolgenden Inflation wurden in Muldenhütten Kriegskleingeldmünzen aus Eisen, Zink und Aluminium sowie Notmünzen und die Inflationsmünzen aus Aluminium geprägt. 
- Weimarer Republik:

In der Zeit der Weimarer Republik wurden alle Geldsorten und ein großer Teil der Gedenkmünzen geprägt. 
- Drittes Reich:

Von 1933 bis 1945 wurden in Muldenhütten sämtliche Münzen und Gedenkmünzen mit Ausnahme der Schiller-Gedenkmünze von 1934 geprägt. 
- Sowjetische Besatzungszone:

In den Jahren 1947/1948 prägte die Münzstätte der Sowjetischen Besatzungszone Deutschlands die heute seltenen Zink-Kleingeldmünzen mit der Umschrift Deutsches Reich. 
- Deutsche Demokratische Republik:

Von 1949 bis zur Schließung der Münzstätte im Jahr 1953 wurden nur Kleingeldmünzen der DDR aus Aluminium produziert.

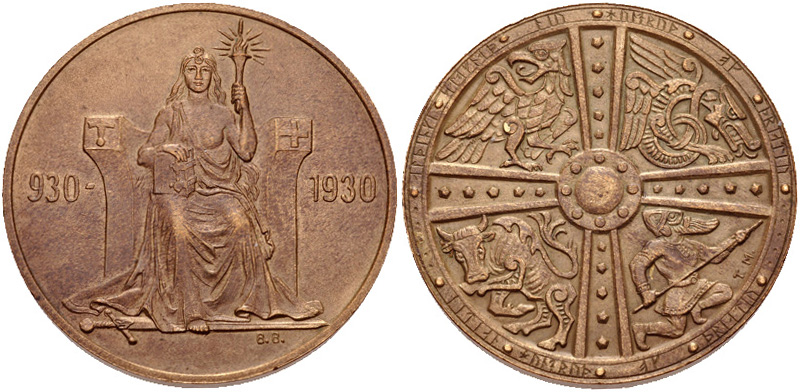
Island, 2 Kronur o. J. (1930) Gedenkmünze auf die Jahrtausendfeier des isländischen Staates, Münzstätte Muldenhütten

## Im Auftrag anderer Länder
In Muldenhütten sind auch im Auftrag Islands Münzen geprägt worden. Das sind die Gedenkmünzen von 1930, herausgegeben zur Jahrtausendfeier des isländischen Staates. Für die Nominale 10 Kronur (Silber), 5 Kronur (Silber) und 2 Kronur (Kupfer) schnitt Friedrich Wilhelm Hörnlein die Stempel nach den Vorlagen der Künstler Baldvin Bjornsson, Gudmunder Einarsson, Einar Jonsson und Tryggvi Magnusson. 
Die Nominalbezeichnungen der Gedenkmünzen wurden auf den Rand geprägt. Sie wurden im Brakteatenbuch der sächsischen Staatsmünze 1930 als Medaillen geführt, da ihr Verkaufspreis unter dem amtlichen Kurs (1 Kronur = 0,51 Reichsmark) lag.

## Zustand des Gebäudes

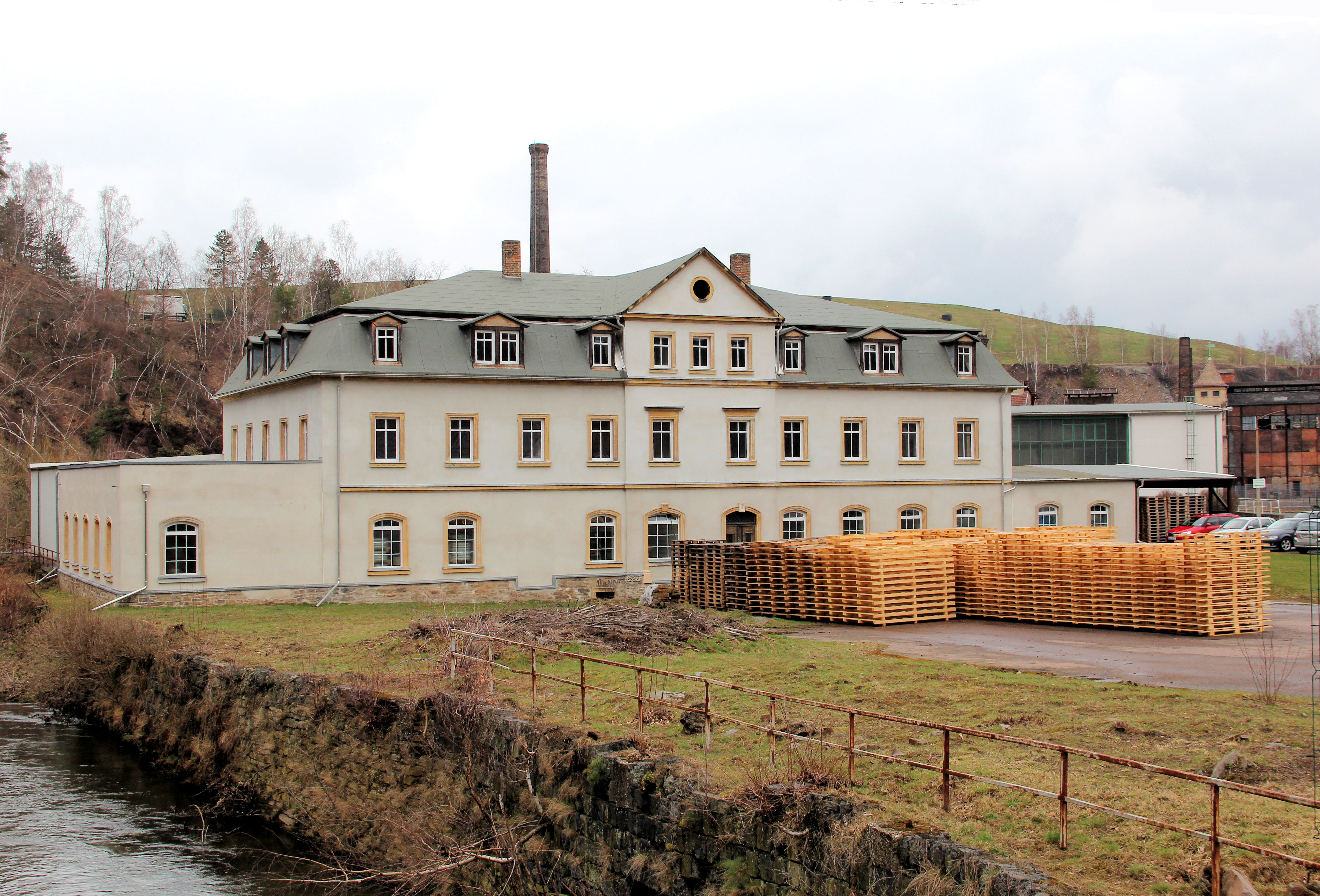
Das Gebäude der ehemaligen Münzstätte im März 2019

Der Freistaat Sachsen führt das Gebäude der einstigen sächsischen Staatsmünze im Gewerbegebiet Muldenhütten als Kulturdenkmal mit baugeschichtlicher Bedeutung im Denkmalverzeichnis. Allerdings befand sich das Gebäude nach zwei zurückliegenden Hochwassern der Freiberger Mulde in einem sehr schlechten Zustand.
Das in Privatbesitz übergegangene Gebäude erhielt ein erneuertes Dach mit Dachrinne, um weiterem Verfall vorzubeugen. Neuer Eigentümer ist Jürgen Walther, Geschäftsführer der Schiwa-Profile Schill & Walther GmbH. Inzwischen bekam das Gebäude neue Fenster und wurde verputzt. Im Erdgeschoss wird das Gebäude vom Eigentümer genutzt.